# Hillel International
Hillel International, anteriorment anomenada Hillel: The Foundation for Jewish Campus Life, és la major organització universitària jueva del món, Hillel treballa amb milers d'estudiants universitaris jueus de tot el món.
La missió declarada de Hillel és enriquir la vida dels estudiants jueus de pregrau i postgrau perquè puguin contribuir a l'avenir del poble jueu i de la Humanitat. La fundació universitària Hillel inclou a estudiants jueus en activitats religioses, culturals, artístiques i de servei comunitari.
Hillel està representat en més de 550 col·legis i comunitats d'Amèrica del Nord i del Món, incloent 30 comunitats en els països de l'antiga Unió Soviètica, nou comunitats a Israel i a cinc comunitats de l'Amèrica del Sud.
L'organització porta el nom de Hilel l'Ancià, un savi jueu que es va traslladar des de Babilònia fins a Judea en el Segle I, i que és conegut per la seva formulació de la Regla d'Or.